# Rangpur, Bangladesh

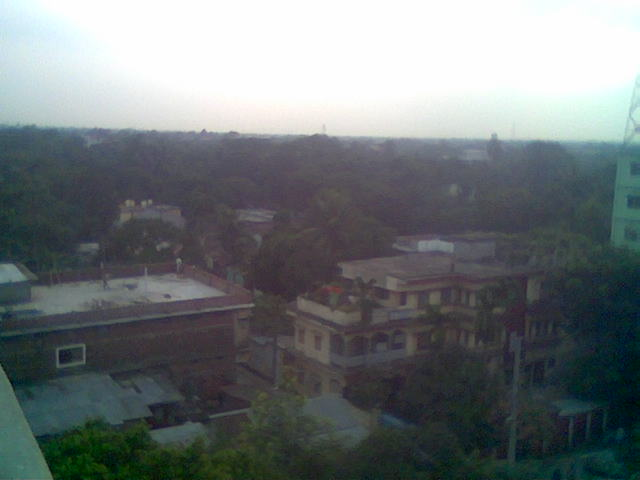
Rangpur.

Rangpur är en stad i nordvästra Bangladesh, huvudort i provinsen med samma namn. Staden hade 300 659 invånare vid folkräkningen 2011. Rangpur uppgraderades från kommun (paurashava) till city corporation den 28 juni 2012. I samband med detta utökades stadsgränsen kraftigt, och folkmängden ökade då till cirka 800 000 invånare.